# Сила Темного кристалу
«Сила Темного кристалу» (англ. «The Power of the Dark Crystal») — обмежена серія коміксів видавництва «Boom! Studios» 2017 року, яка є продовженням фільму 1982 року «Темний кристал». Серія має продовження: «Під Темним кристалом» (2018-2019).

## Синопсис
Дія відбувається роками після подій фільму 1982 року, де Темний кристал був зцілений і світ на Тра був відновлений. Але світ зіткнувся з необхідністю знову запалити вмираюче сонце в центрі планети. Історія Сили Темного кристала слідує за пригодами молодого Вогненника на ім'я Турма разом із Кеншо, знедоленим Ґельфлінґом, які крадуть осколок кристала істини в спробі знову запалити вмираюче Сонце.

## Концепція
Протягом десятиліть продовження фільму 1982 року «Темний кристал» планувалося як кінофільм, але замість цього було адаптовано в комікс.
Невикористаний сценарій був написаний Девідом Оделлом, Аннет Оделл і Крейґом Пірсом.

## Розробка
У травні 2005 року компанія Джима Генсона вперше оголосила про плани випустити продовження фільму «Темний кристал» (1982) під назвою «Сила Темного кристалу». Сценарій був розроблений і написаний Девідом Оделлом, сценаристом оригінального фільму, і його дружиною Аннет Даффі. Оделл каже, що він обговорював цю концепцію продовження з Джимом Генсоном ще у 1980-х роках. Хоча вони не надто просунулися в розвитку цієї ідеї, Оделл стверджує, що пам'ятає основну концепцію, яку вони обговорювали. Браян Фрауд, концептуальний дизайнер оригінального фільму, також був залучений до розробки нових персонажів і оточення для нового фільму.
Компанія Джима Генсона оголосила в лютому 2006 року, що Геннадій Тартаковський був найнятий на пост режисера фільму. Крім того, було залучено студію «Tartakovsky's Orphanage Animation Studios» в якості продюсерського партнера, щоб очолити елементи комп'ютерної анімації, через які будуть реалізовані персонажі фільму.
«Odyssey Entertainment» представляла б фільм у світі та відповідала б за дистрибуцію цього фільму. За продюсерство фільму «Сила Темного кристалу» відповідала б Ліза Ненсон і Скотт Стюарт. Виконавчими продюсерами стали б Брайан Генсон, Ральф Камп і Луїза Ґудсілл.
Тартаковський, Фрауд і Генсон з'явилися на San Diego Comic-Con у липні 2006 року, щоб поговорити про фільм. Презентація на Comic-Con включала в себе презентацію рекламного ролика, що демонструє концепт-арти, розкадрування та інтерв'ю з Тартаковським про процес створення фільму, який тоді тривав над фільмом «Сила Темного кристалу».
Хоча спочатку випуск фільму був запланований на "весну 2008 року", Генсон оголосив на Comic-Con 2007 року, що виробництво зіткнулося з декількома невдачами, в результаті чого прогнозований випуск перемістився на 2009 рік:
|                | Шанувальники «Темного кристала» дійсно помітили, що ми просувалися зі створенням фільму трохи повільно, і це частково правда — у нас була невелика невдача, але ми повернулися в потрібне русло. Фільм вийде у 2009 році, тож поки що якийсь час ми нічого не будемо показувати. |
| — Ліза Генсон, | |

Компанія Джима Генсона запевнила шанувальників, що фільм все ще вийде у кінопрокат 14 січня 2008 року на подкасті Henson.com:
|                   | ...[Фільм] знаходиться в глибокій розробці, і ми так само віддані йому, як і раніше. Ми все ще реалізуємо наше початкове бачення фільму, що є кінорелізом... Ми передчуваємо прекрасне поєднання лялькового театру і аніматроніки комп'ютерною-анімацією на фоні, про що ми вже казали... Ми всі дуже захоплені побачити яким цей фільм вийде в результаті, і ми обов'язково повідомимо фанатів про прогрес, як тільки ці оновлення будуть підтверджені... |
| — Ніколь Ґолдман, | |

У лютому 2009 року стало відомо, що розробка проєкту все ще триває, причому Крейґ Пірс («Ромео+Джульєта», «Мулен Руж!») завершив перепис сценарію, та разом з австралійською компанією Omnilab Media приступив до спільного продюсування над фільму.
16 квітня 2009 року, Еллісон Сміт, віце-президент компанії Henson з New Media, відповіла на питання у Twitter про статус проєкту, заявивши: "розробка [продовження Темного кристалу] все ще просувається, звертаючи увагу на те, як зробити те чого хочуть та що сподобається шанувальникам Темного кристалу. Нема подробиць, які можу оголосити. Слідкуйте за Henson.com для отримання оновлень.", і знову 24 лютого 2010 року заявивши: "будь-які новини, що стосуються Сили темного кристала, з'являться на Henson.com — продовжуйте перевіряти наявність оновлень."

## Українські видання
| #       | Обкладинка | Опис | Вміст | Дата випуску    |
| ------- | ---------- | --- | --- | --------------- |
| Книга 1 |            | Минуло багато років, відколи Темний кристал було зцілено, а у світі Тра запанував мир. Славетні герої Джен та Кіра стали королем і королевою, але спокій приспав їхню пильність. Уся планета страждає, і це відчувають не лише мешканці її поверхні. Таємнича раса створінь, які кличуть себе вогнелінґами, живе у царстві під землею, схована від королівства ґелфлінґів. Молода вогнелінґа Турма вирушає на поверхню, щоб вкрасти уламок кристалу, який зможе відродити її Батьківщину. На неї чекає дружба з ґелфлінґом Кеншо, зустріч зі скексі та містиками, а також неймовірні пригоди! Сценарій Саймона Спарріера (The Spire, The Sandman Universe), чудесні малюнки Келлі та Ніколь Метьюз (Toil & Trouble), а також післямова від Лізи Генсон, хранительки історії цього чарівного всесвіту. | - Сила Темного кристалу #1, с. 6-30 - Сила Темного кристалу #2, с. 32-54 - Сила Темного кристалу #3, с. 56-78 - Сила Темного кристалу #4, с. 80-102 - Післяслово (Ліза Генсон), с. 104 - Галерея обкладинок, с. 105-112 | 21 вересня 2019 |
| Книга 2 |            | Найбільший страх Джена й Кіри справдився: кристал знову розколений. Лихі скексі повернулися й бажають відновити своє жорстоке панування. І поки ґелфлінґи й скексі б’ються за контроль над кристалом, Джен іде слідом винуватців розколу. Тимчасом самотні й переслідувані Турма й Кеншо намагаються перетнути дикі землі Тра, аби потрапити до краю вогнелінґів, захованого глибоко під землею. Але вони й не знають, що їм на п’яти наступає ще більша загроза: Підкоморій. Сценарій Саймона Спарріера (The Spire, The Sandman Universe) та Філліпа Кеннеді Джонсона (Warlords of Appalachia), чудесний малюнок Келлі та Ніколь Метьюз (Toil & Trouble). Пориньте у продовження історії одного з найдивовижніших творінь Джима Генсона.                                                             | - Сила Темного кристалу #5 - Сила Темного кристалу #6 - Сила Темного кристалу #7 - Сила Темного кристалу #8 - Галерея обкладинок                                                                                        | 19 лютого 2020  |
| Книга 3 |            | | - Сила Темного кристалу #9 - Сила Темного кристалу #10 - Сила Темного кристалу #11 - Сила Темного кристалу #12 - Галерея обкладинок                                                                                     | 2020            |

## Критика
Серія отримала в основному позитивний прийом від критиків.